# Stanislas Darondeau

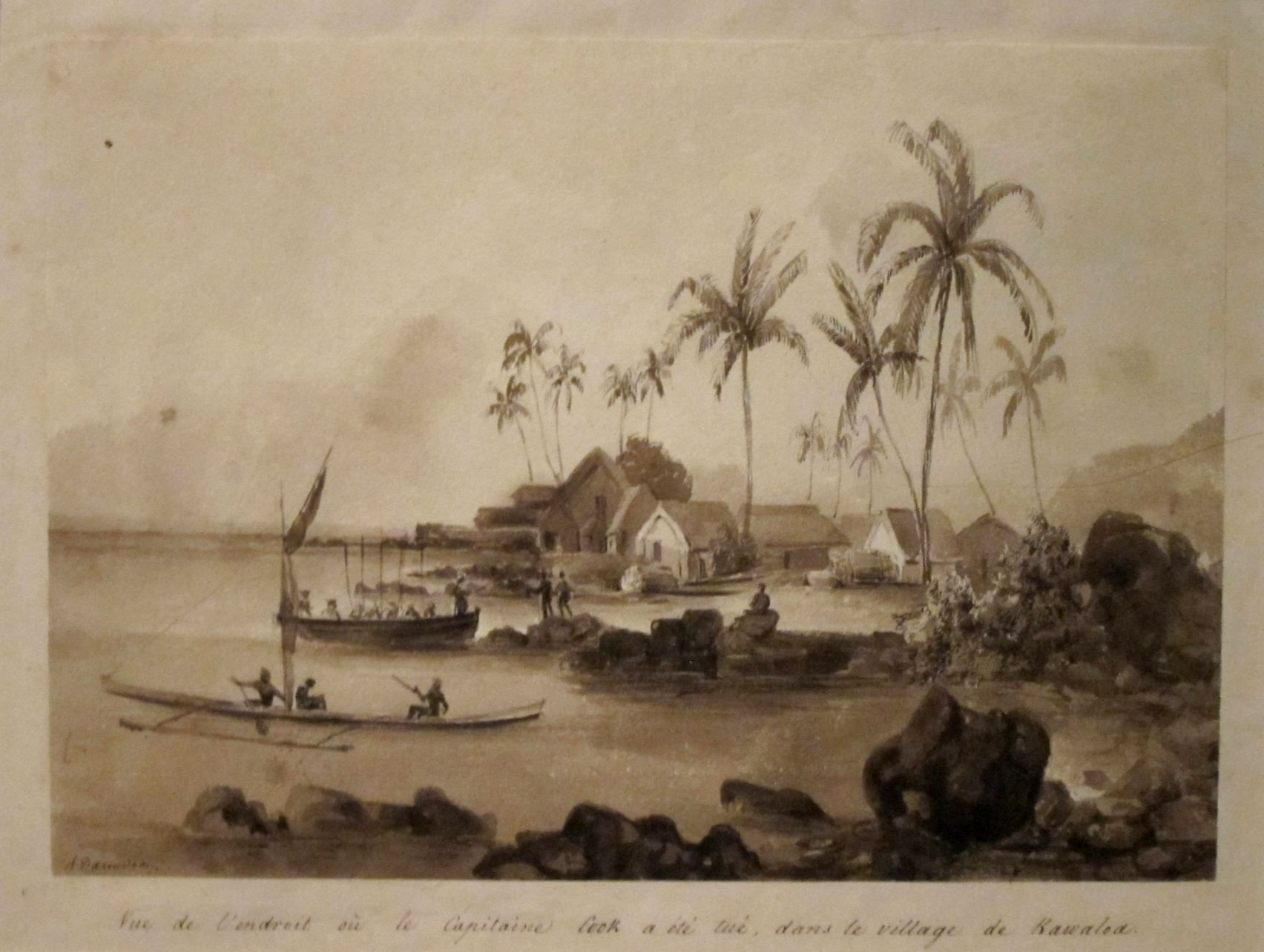
'View of the Place where Captain Cook Was Killed' (Kealakekua Bay) de Stanislas Darondeau.

Stanislas Darondeau nacido como Stanislas-Henri-Benoît Darondeau (París, Francia, 4 de abril de 1807-Brest, Francia, 12 de julio de 1842) fue un pintor y litógrafo francés.

## Biografía
Hijo del compositor Henri-Benoit-François Darondeau (1779-1865) y hermano del ingeniero hidrográfico Benoît-Henri Darondeau (1805-1869).
Obras plásticas de su autoría fueron exhibidas en el Salón de París entre 1827 y 1841. Entre 1841 y 1842, participó en un viaje por la costa atlántica africana a bordo de “Le Nisus”, dirigido por el Capitán Louis Édouard Bouët-Willaumez. El Honolulu Museum of Art y el Musée des Beaux-Arts de Bordeaux poseen en sus colecciones obras del pintor.